# Spyridōn Marinatos
Spyridōn Nikolaou Marinatos (in greco Σπυρίδων Νικολάου Μαρινᾶτος?; Līxouri, 4 novembre 1901 – Santorini, 1º ottobre 1974) è stato un archeologo greco fra i maggiori del XX secolo.

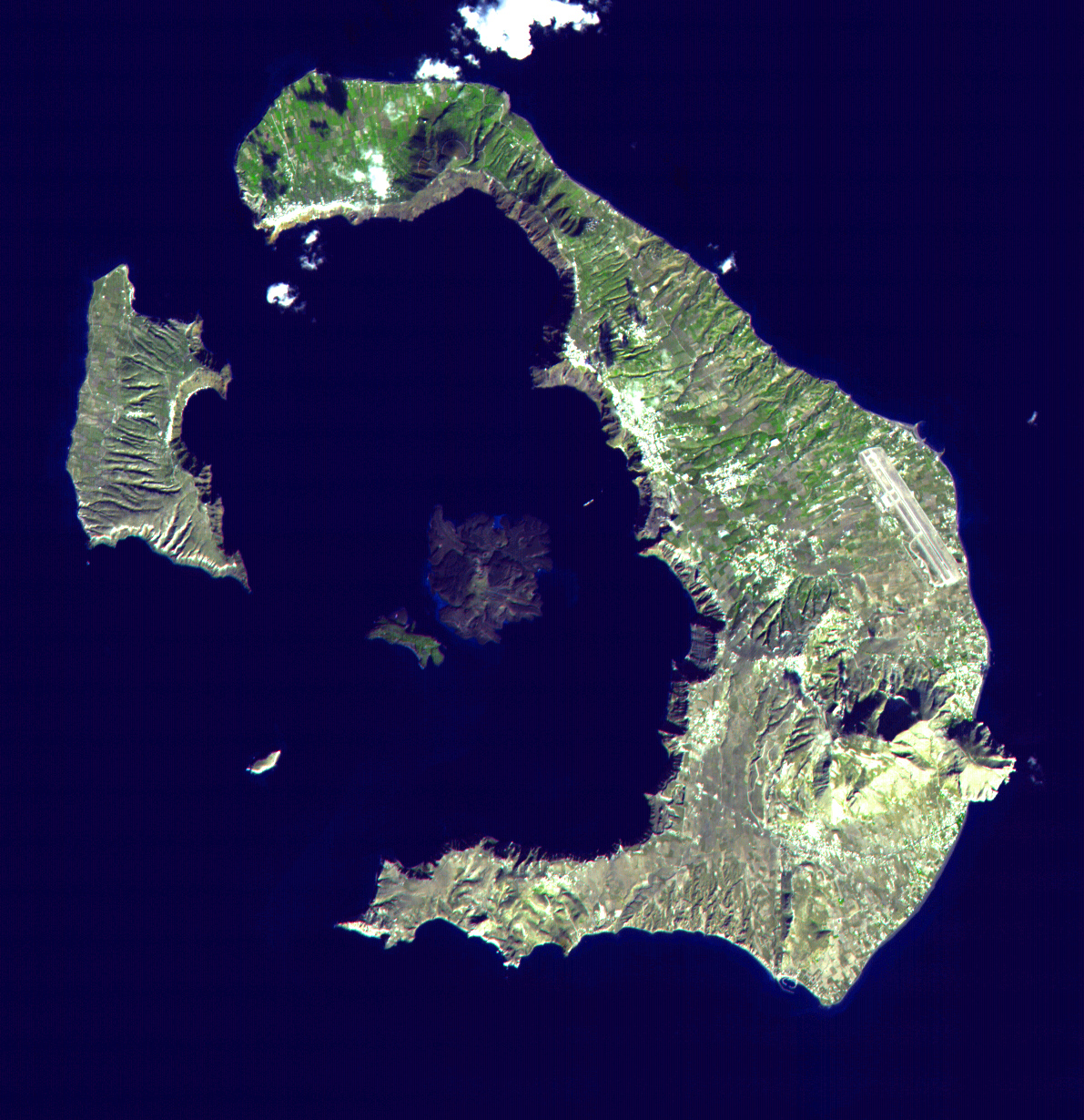
Immagine da satellite dell'isola di Santorini

La sua fama è principalmente dovuta agli scavi presso l'isola di Thera, l'attuale Santorini, durante i quali riportò alla luce i resti di una città Minoica, Akrotiri, distrutta e contemporaneamente conservata da un'imponente eruzione vulcanica.
Marinatos sostenne, inoltre, che il mito di Atlantide non sarebbe altro che la memoria, deformata e ingigantita, dell'antica civiltà minoica, teoria supportata e analizzata da molti altri studiosi nel corso dello scorso secolo.
Marinatos è stato Ministro della Cultura durante la Dittatura dei colonnelli.
Ha scritto, inoltre, vari libri sul tema della civiltà minoica.
Nel 1967 vinse il Premio Herder.